# Tănătarii Noi
Tănătarii Noi è un comune della Moldavia situato nel distretto di Căușeni di 753 abitanti al censimento del 2004.

## Località
Il comune è formato dall'insieme delle seguenti località: (popolazione 2004)
- Tănătarii Noi (411 abitanti)
- Ștefănești (142 abitanti)
- Ursoaia Nouă (200 abitanti)